# 仁和 (日本)
仁和（885年3月11日~889年5月30日）是日本的年號，在元慶之後、寬平之前。這時代的天皇是平安時代之光孝天皇和宇多天皇。

## 改元
- 元慶九年二月廿一（885年3月11日） 改元。。
- 仁和五年四月廿七（889年5月30日） 改元寬平。

## 大事記
- 仁和四年（888年） 興建仁和寺

## 紀年
| 仁和 | 元年  | 二年  | 三年  | 四年  | 五年  |
| 公元 | 885年 | 886年 | 887年 | 888年 | 889年 |
| 干支 | 乙巳  | 丙午  | 丁未  | 戊申  | 己酉  |